# Алиу, Аким
Аки́м Али́у (англ. Akim Aliu; род. 24 апреля 1989, Окене, штат Коги, Нигерия) — канадский хоккеист, правый нападающий. Является первым в истории уроженцем Нигерии, выступающим в Континентальной хоккейной лиге и вторым, выбранным на драфте НХЛ. В настоящее время является игроком клуба «Литвинов».

## Биография
Аким Алиу родился в Нигерии в возрасте девяти месяцев переехал в Киев. Отец нигериец — Тай Алиу приехал учиться в СССР (Украинская ССР) в 1980-х годах, где познакомился с украинкой Ларисой. В Киеве он прожил до 10 лет, когда его семья эмигрировала в Канаду, где он впервые увидел хоккей и встал на коньки, которые отец купил на барахолке в Торонто. Хорошо знает украинский и русский языки. Английский язык выучил позже, уже в Канаде.

## Карьера

### Юниорская
Свою игровую карьеру Аким Алиу начал в 2005 году в клубе «Уинсор Спитфайрз», выступающей в лиге Онтарио, где в первом же сезоне нарвался на дедовщину. Во время одной из поездок новички должны были ехать всю дорогу голыми в туалете автобуса. Акиму эта идея не понравилась и он отказался наотрез. Спустя несколько дней на тренировке капитан Стив Дауни ударил Акима исподтишка и выбил ему три зуба. После оказания медицинской помощи Аким Алиу дал ему отпор, за что команда была оштрафована на $40.000, а хоккеистов выгнали из команды.
После инцидента перебрался в другой клуб лиги Онтарио «Садбери Вулвз», где выступал до 2007 года. В 2007 году Аким был задрафтован клубом «Чикаго Блэкхокс», скатившись во второй раунд из-за скандала в «Уинсоре». 1 июля подписал контракт с «Лондон Найтс», где провёл свой самый лучший сезон 2007/2008, набрав 61 очко (28+33) по системе гол + пас в 60 играх. Так же в этом сезоне сыграл 2 встречи в американской лиге за «Рокфорд АйсХогс». В середине сезона 2008/2009 был продан обратно в «Садбери», в конце сезона за «Рокфорд» сыграл 5 встреч в регулярном чемпионате и одну в плей-офф.

### Профессиональная
Свой первый профессиональный контракт Аким Алиу заключил 25 августа 2008 года с «Чикаго Блэкхокс» сроком на три года. До середины сезона 2009/10 Аким выступал в АХЛ за «Чикаго Вулвз», в конце сезона был отправлен в фарм-клуб «Толидо Уоллай», чтобы помочь команде в плей-офф. 23 июня 2010 года в результате большого обмена оказался в «Атланте Трэшерз» вместе с Брентом Сопелом, Дастином Бафлином и Беном Игером, взамен «Чикаго» получила Марти Ризонера, Джереми Морина, Джо Крэбба и права выбора в первом раунде драфта НХЛ.
Большую часть сезона 2010/11 провёл в «Чикаго Вулвз». Из-за сломанной кисти руки во время драки в баре пропустил некоторую часть сезона, после травмы играл в фарм-клубе «Гвиннетт Глэдиэйторз», который выступает в лиге Восточного побережья (ECHL). После Нового Года на правах аренды выступал в АХЛ за «Пеорию Ривермен». В сезоне 2011/12 клуб перебрался в Канаду, в Виннипег и сменил название на «Виннипег Джетс». Новое руководство не увидело в Акиме перспективу, и сослало его снова в лигу Восточного побережья выступать за клуб «Колорадо Иглз». В «Игл» Аким Алиу сыграл 10 встреч. В декабре был отдан в аренду в австрийский клуб «Ред Булл» Зальцбург, где принял участие в Европейском кубке — Евротрофи, став его обладателем. За «Ред Булл» сыграл 3 встречи, забросив одну шайбу.
Аким Алиу встретился с генеральным менеджером «Калгари Флэймз» Джеем Фостером и убедил его, что он заслужил ещё одну возможность. Так как права на Алиу были у «Виннипега», он на правах аренды перешёл в фарм-клуб «Калгари» — «Абботсфорд Хит». Сыграв достаточно хорошо, 30 января 2012 года «Калгари» обменял защитника Джона Негрина на Акима Алиу. В конце сезона 2011/12 был заявлен в основной состав «Калгари». 5 апреля 2012 года сыграл свою первую встречу в НХЛ против «Ванкувер Кэнакс». В первой же встрече отдал голевую передачу на Майкла Каммаллери. В следующей встрече 7 апреля в матче против «Анахайм Дакс» набрал три очка, забросив две шайбы и отдал голевую передачу, став первой звездой матча. Также в этой встрече отличился Антон Бабчук, который также из Киева, и по рассказу Акима Антон был удивлён, что они из одного города. После игры Аким Алиу в интервью признал, что его тяжёлый труд и старания в течение трёх предыдущих лет помогли ему созреть, как игроку, и изменить его жизнь и карьеру в лучшую сторону. 5 июля Аким Алиу подписал новый однолетний контракт с «Калгари Флэймз». Сезон 2012/13 провёл в «Абботсфорде», сыграв в НХЛ лишь 5 встреч, ни набрав ни одного очка.
В межсезонье ему не был предложен новый контракт, в итоге Аким подписал контракт с «Гамильтон Булдогс», проведя 14 встреч набрав 4 очка (3+1). 14 ноября 2013 года с ним был расторгнут контракт. 16 декабря подписал контракт с фарм-клубом «Нью-Йорк Рейнджерс» — «Хартфорд Вулф Пэк», однако сыграв 9 встреч и забросив одну шайбу, 14 января 2014 года клуб расторг с ним контракт по обоюдному согласию.
6 ноября 2015 Аким подписал контракт с хабаровским «Амуром» до конца сезона 2015/2016.

## Статистика
Последнее обновление: 27 мая 2019 года
| 2005-06     | Уинсор Спитфайрз     | ОХЛ         | 18  | 3  | 4  | 7  | 25  | —  | — | — | — | —  |
| 2005-06     | Садбери Вулвз        | ОХЛ         | 29  | 7  | 6  | 13 | 54  | 6  | 0 | 1 | 1 | 7  |
| 2006-07     | Садбери Вулвз        | ОХЛ         | 53  | 20 | 22 | 42 | 104 | 21 | 1 | 5 | 6 | 50 |
| 2007-08     | Рокфорд АйсХогс      | АХЛ         | 2   | 0  | 0  | 0  | 2   | —  | — | — | — | —  |
| 2007-08     | Лондон Найтс         | ОХЛ         | 60  | 28 | 33 | 61 | 133 | 5  | 2 | 1 | 3 | 15 |
| 2008-09     | Лондон Найтс         | ОХЛ         | 16  | 8  | 10 | 18 | 30  | —  | — | — | — | —  |
| 2008-09     | Садбери Вулвз        | ОХЛ         | 29  | 10 | 16 | 26 | 61  | 6  | 2 | 1 | 3 | 14 |
| 2008-09     | Рокфорд АйсХогс      | АХЛ         | 5   | 2  | 0  | 2  | 14  | 1  | 1 | 0 | 1 | 0  |
| 2009-10     | Рокфорд АйсХогс      | АХЛ         | 48  | 11 | 6  | 17 | 69  | —  | — | — | — | —  |
| 2009-10     | Толидо Уоллай        | ЕКХЛ        | 13  | 5  | 9  | 14 | 18  | 2  | 1 | 1 | 2 | 16 |
| 2010-11     | Чикаго Вулвз         | АХЛ         | 43  | 5  | 9  | 14 | 53  | —  | — | — | — | —  |
| 2010-11     | Гвиннетт Глэдиэйторз | ЕКХЛ        | 16  | 12 | 8  | 20 | 22  | —  | — | — | — | —  |
| 2010-11     | Пеория Ривермен      | АХЛ         | 16  | 5  | 9  | 14 | 20  | 2  | 1 | 0 | 1 | 6  |
| 2011-12     | Калгари Флэймз       | НХЛ         | 2   | 2  | 1  | 3  | 12  | —  | — | — | — | —  |
| 2011-12     | Колорадо Иглз        | ЕКХЛ        | 10  | 2  | 4  | 6  | 28  | —  | — | — | — | —  |
| 2011-12     | Абботсфорд Хит       | АХЛ         | 42  | 10 | 4  | 14 | 59  | 5  | 0 | 1 | 1 | 28 |
| 2012-13     | Калгари Флэймз       | НХЛ         | 5   | 0  | 0  | 0  | 14  | —  | — | — | — | —  |
| 2012-13     | Абботсфорд Хит       | АХЛ         | 42  | 4  | 7  | 11 | 111 | —  | — | — | — | —  |
| 2013-14     | Гамильтон Булдогс    | АХЛ         | 14  | 3  | 1  | 4  | 18  | —  | — | — | — | —  |
| 2013-14     | Хартфорд Вулф Пэк    | АХЛ         | 9   | 1  | 0  | 1  | 7   | —  | — | — | — | —  |
| 2013-14     | АИК                  | ШХЛ         | 2   | 1  | 0  | 1  | 6   | 1  | 0 | 0 | 0 | 0  |
| 2014-15     | Рочестер Американс   | АХЛ         | 10  | 3  | 1  | 4  | 51  | —  | — | — | — | —  |
| 2014-15     | Бейкерсфилд Кондорс  | ЕКХЛ        | 15  | 2  | 7  | 9  | 24  | —  | — | — | — | —  |
| 2014-15     | Оклахома-Сити Баронс | АХЛ         | 1   | 0  | 0  | 0  | 0   | —  | — | — | — | —  |
| 2015-16     | Амур                 | КХЛ         | 19  | 2  | 5  | 7  | 52  | —  | — | — | — | —  |
| 2016-17     | Флорида Эверблэйдс   | ЕКХЛ        | 11  | 5  | 6  | 11 | 28  | —  | — | — | — | —  |
| 2016-17     | Атланта Глэдиэйторз  | ЕКХЛ        | 2   | 0  | 1  | 1  | 33  | —  | — | — | — | —  |
| 2016-17     | Кливленд Монстерз    | АХЛ         | 13  | 3  | 2  | 5  | 19  | —  | — | — | — | —  |
| 2017-18     | Банска-Бистрица      | СЭ          | 9   | 2  | 4  | 6  | 14  | —  | — | — | — | —  |
| 2017-18     | Карлскруна           | ШХЛ         | 6   | 0  | 0  | 0  | 62  | —  | — | — | — | —  |
| 2017-18     | Банска-Бистрица      | СЭ          | 9   | 2  | 4  | 6  | 14  | —  | — | — | — | —  |
| 2017-18     | Пантерн              | ШХЛ         | 6   | 0  | 1  | 1  | 16  | 3  | 1 | 1 | 2 | 8  |
| 2018-19     | Орландо Солар Бэрс   | ЕКХЛ        | 14  | 4  | 7  | 11 | 21  | 3  | 0 | 0 | 0 | 2  |
| Всего в НХЛ | Всего в НХЛ          | Всего в НХЛ | 7   | 2  | 1  | 3  | 26  | —  | — | — | — | —  |
| Всего в АХЛ | Всего в АХЛ          | Всего в АХЛ | 245 | 47 | 29 | 76 | 423 | 8  | 2 | 1 | 3 | 34 |